# Juraj Pavúk
Juraj Pavúk (* 8. März 1935 in Kožany) ist ein slowakischer Prähistoriker, Archäologe und Hochschullehrer.

## Leben und Wirken
Pavúk absolvierte von 1954 bis 1959 in der Abteilung für Archäologie an der Comenius-Universität von Bratislava sein Studium. Im Jahre 1965 begann er seine Promotion, die er 1966 beendete. Es folgten Forschungstätigkeiten für seine Habilitation, die er im Jahre 1999 abschloss. Seit 1959 ist er Mitglied des Instituts für Archäologie in Nitra. Als Hochschullehrer unterrichtete er bis zu seiner Emeritierung auch an der Comenius-Universität.
Wissenschaftlich befasst er sich hauptsächlich mit dem Neolithikum Mittel- und Südosteuropas. Er hat zahlreiche archäologische Ausgrabungen in der Slowakei und auf dem Balkan durchgeführt. Ab dem Jahre 1965 war er mehrmals auf Studienreisen in Deutschland und 1969 sowie 1995 in Griechenland. Von 1980 bis 1998 arbeitete er in Bulgarien.
Er ist Mitglied der ständigen „Union internationale des sciences prehistoriques et protohistoriques“, des Deutschen Archäologischen Instituts und der Polnischen Akademie der Wissenschaften und Künste.
Seine Frau Viera Němejcová-Pavúková (9. März 1937 bis 7. April 1997) war ebenfalls Archäologin.

## Veröffentlichungen (Auswahl)
- Umenie a život doby kamennej (= Dávnoveké umenie Slovenska. 13, ZDB-ID 447628-1). Tatran, Bratislava 1981.
- Neolitické sídlisko v Blatnom. In: Študijné zvesti Archeologického Ústavu Slovenskej Akadémie Vied. Band 24, 1988, ISSN 0560-2793, S. 5–9, (Digitalisat).
- Siedlung der Lengyel-Kultur mit Palisadenanlagen in Žlkovce. In: Jahresschrift für mitteldeutsche Vorgeschichte. Band 73, 1990, S. 137–142.
- Santovka. Eine bedeutende Fundstelle der Lengyel-Kultur in der Slowakei. In: Archäologisches Korrespondenzblatt. Band 24, 1994, S. 167–177.
- Štúrovo. Ein Siedlungsplatz der Kultur mit Linearkeramik und der Želiezovce-Gruppe (= Archaeologica Slovaca. Monographiae. 4). Archäologisches Institut der Slowakischen Akademie der Wissenschaften, Nitra 1994, ISBN 80-88709-19-9.
- Zur relativen Chronologie der älteren Linearkeramik. In: A Nyíregyházi Jósa András Múzeum Évkönyve. Band 36, 1994, ISSN 0547-0196, S. 135–149, (Digitalisat).
- mit Jozef Bátora: Siedlung und Gräber der Ludanice-Gruppe in Jelšovce (= Archaeologica Slovaca. Monographiae. 5). Archäologisches Institut der Slowakischen Akademie der Wissenschaften, Nitra 1995, ISBN 80-88709-24-5.
- Epilengyel/Lengyel IV als kulturhistorische Einheit. In: Slovenská archeológia. Band 48, 2000, ISSN 1335-0102, S. 1–26.
- Stará lineárna keramika a neolitizácia strednej Európy. In: Michal Lutovský (Hrsg.): Otázky neolitu a eneolitu 2003. Sborník referátů z 22. pracovního setkání badatelů zaměřených na výzkum neolitu a eneolitu. Česky Brod. Kounice 23.až 26.září 2003. = Questions in the Neolithic and Eneolithic 2003. Ústav Archeologické Památkové Péče Středních Čech, Prag 2004, ISBN 80-86756-02-5, S. 11–28.
- Typologische Geschichte der Linearbandkeramik. In: Jens Lüning, Christiane Frirdich, Andreas Zimmermann (Hrsg.): Die Bandkeramik im 21. Jahrhundert. Symposium in der Abtei Brauweiler bei Köln vom 16.9. – 19.9.2002 (= Internationale Archäologie. Arbeitsgemeinschaft, Symposium, Tagung, Kongress. 7). Marie Leidorf, Rahden/Westfalen 2005, ISBN 3-89646-437-X, S. 17–39.
- Zur Frage der Entstehung und Verbreitung der Lengyel-Kultur. In: Janusz K. Kozłowski, Pál Raczky (Hrsg.): The Lengyel, Polgár and related cultures in Central Europe / Late Neolithic in Central Europe. Polska Akademia Umiejętności, Krakau 2007, ISBN 978-83-601-8357-1, S. 11–28.
- Poznámky k neskorému neolitu na Východoslovenskej nížine. In: Slovenská archeológia. Band 55, Nr. 2, 2007, S. 261–273.
- mit Vladimír Karlovsk: Astronomische Orientierung der spätneolithischen Kreisanlagen in Mitteleuropa. In: Germania. Band 86, 2008, S. 465–502, (Digitalisat).
- Vznik kultúry s lineárnou keramikou vo svetle chronológie neolitických kultúr na Balkáne. In: Miroslav Popelka, Renata Šmidtová (Hrsg.): Neolitizace aneb setkání generací. Univerzita Karlova v Praze – Filozofická fakulta, Prag 2014, ISBN 978-80-7308-538-4, S. 175–218.